# Louis Ernest Charels

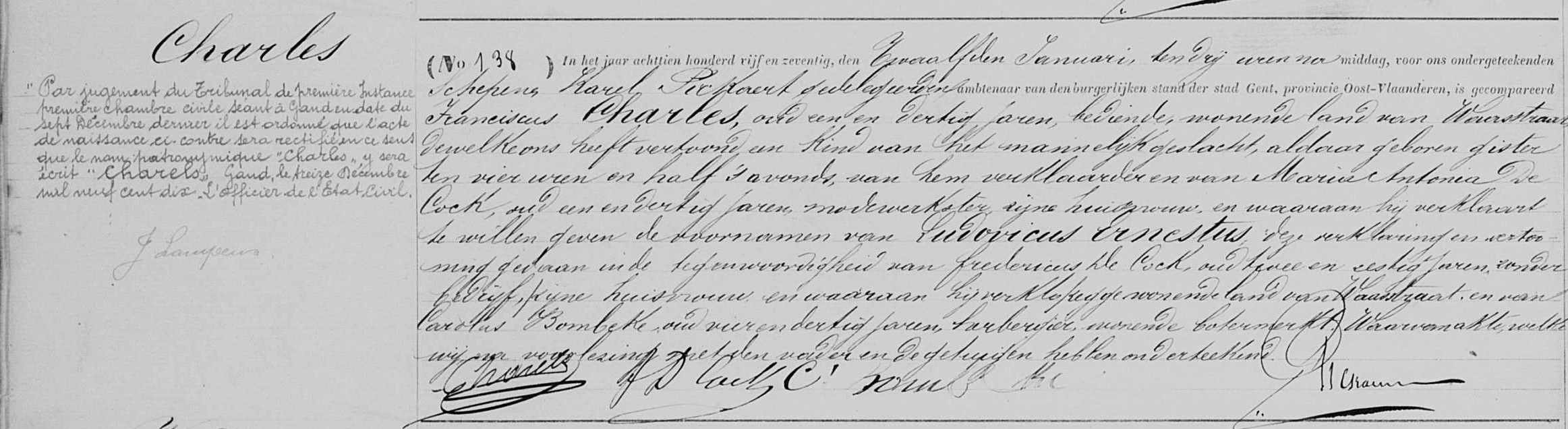
Geboorteakte van Louis Ernest Charels

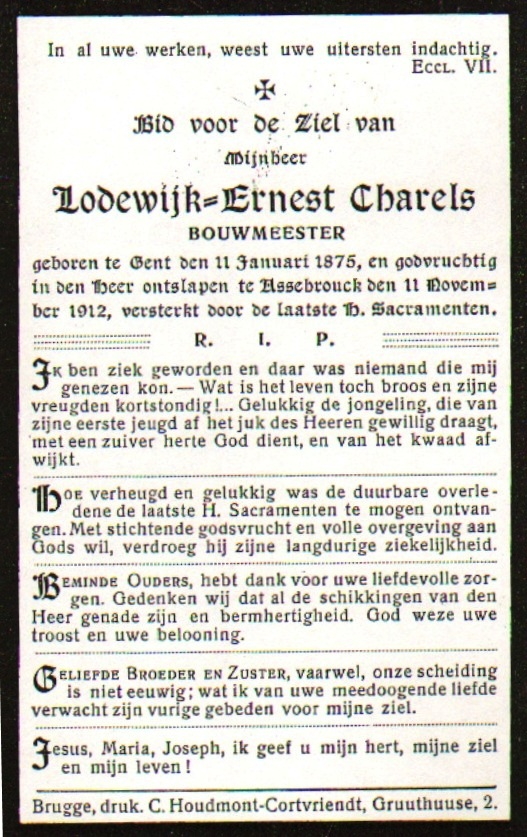
Bidprentje van architect Louis (Lodewijk) Ernest Charels

Louis Ernest Charels of Charles (Gent, 11 januari 1875 - Assebroek, 1 november 1912) was een Belgisch architect.

## Levensloop
Louis Charels werd geregistreerd (geboorteakte nr. 138) als Ludovicus Ernestus Charles, zoon van Franciscus Charles (Antwerpen, 20 december 1843), bediende, en Maria Antonia De Cock (Sint-Joris-ten-Distel, 9 januari 1843). Volgens een randmelding in de akte werd de naam verbeterd in Charels, ingevolge een vonnis van de Rechtbank van Eerste Aanleg in Gent van 7 december 1910. De handtekening van de vader in beide akten kan als Charels gelezen worden.

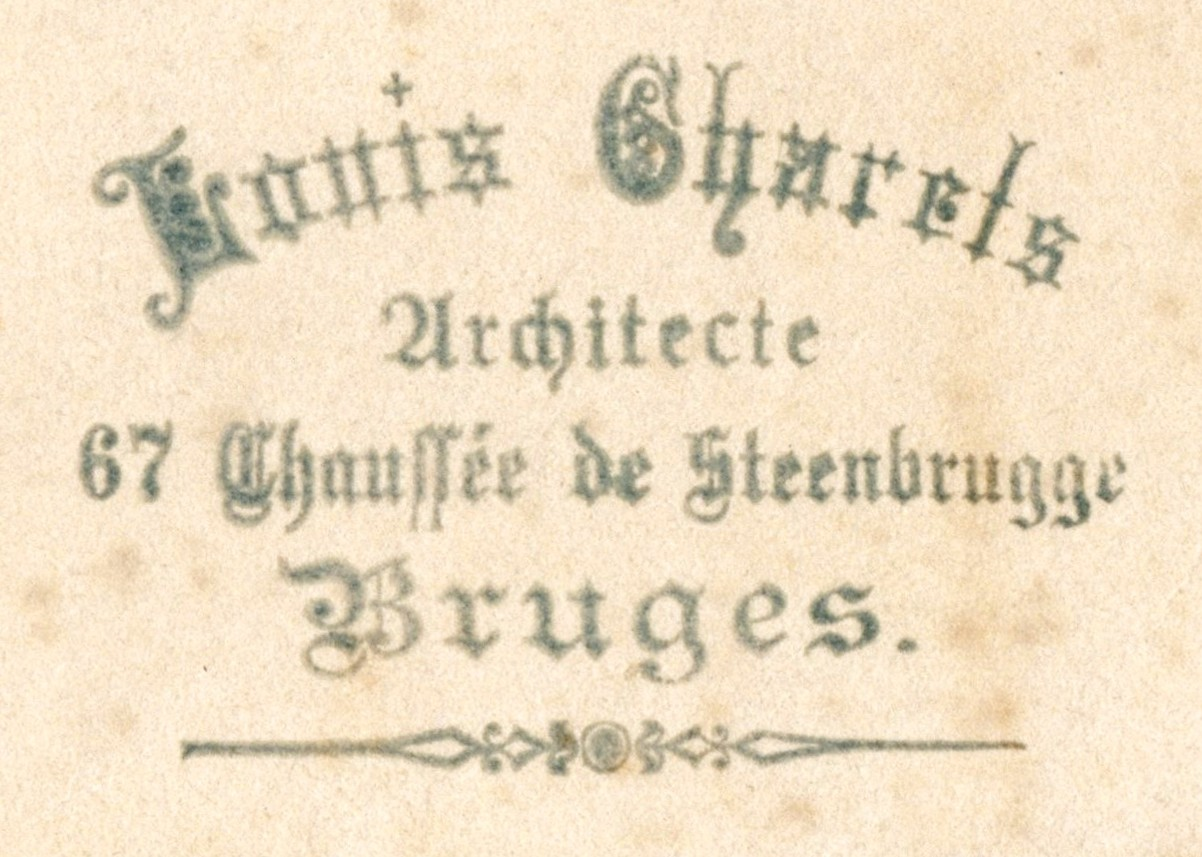
Stempel die op de plannen van Louis Ernest Charels aangebracht werd.

Het gezin woonde vanaf 1891 in Assebroek op het adres Steenbruggestraat 67, thans Baron Ruzettelaan (tot in de 20ste eeuw meestal als Steenbrugse Wandeling bekend). De vader Franciscus/François was 'bediende in een fabriek'. Hij overleed op 27 juni 1918 als 'handelsreiziger' in de Mariastraat, Brugge, adres van het Sint-Janshospitaal.
Louis Ernest Charels studeerde vanaf 1891 aan de Kunstacademie van Brugge. Zijn eerste ontwerpen dateren van 1898. Hij werd ontwerper van boulevardarchitectuur in 'Brugse' neogotische en neorenaissancestijl langs invalswegen (de Steenbrugse Wandeling - tegenwoordig Baron Ruzettelaan - en de Oedelemse Steenweg - tegenwoordig Generaal Lemanlaan) en langs de nieuwe lanen tussen Boeveriepoort en Dampoort. Hij werkte ook buiten Brugge en ontwierp eveneens sociale woningen, scholen en kastelen.
In het Bulletin des Métiers d'Art worden zijn realisaties in de Generaal Lemanlaan geprezen als modern en origineel. In een ander nummer van hetzelfde tijdschrift wordt vermeld dat in 1908 zeven van zijn ontwerpen bekroond werden in een wedstrijd.
In een artikel van 1911 wordt hij door Louis Cloquet omschreven als jonge Vlaamse architect, samen met Jozef Viérin, Huib Hoste en Biebuyck, opvolgers van Delacenserie, Vinck en De Wulf, met een moderne architectuur in een traditionele stijl.
Charels bleef vrijgezel en overleed na een langdurige ziekte. Na tientallen jaren werd hij herontdekt als belangrijk en productief Brugs architect uit het begin van de twintigste eeuw.

## Ontwerpen

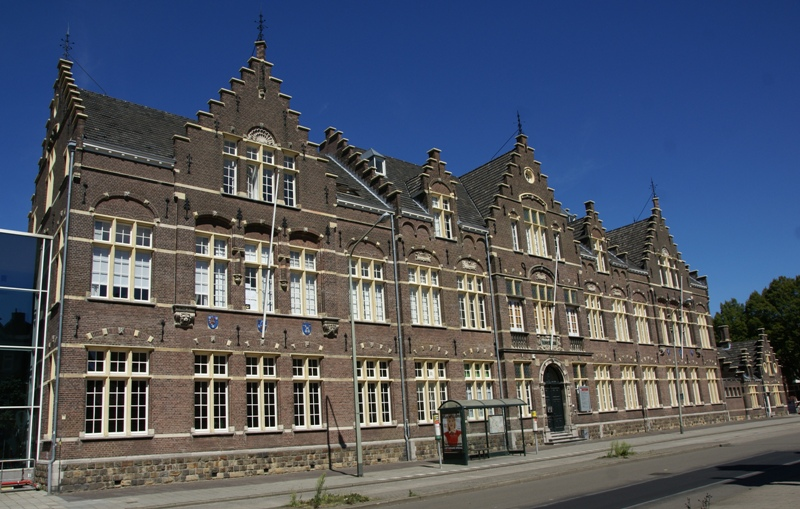
De Ambachtsschool Maastricht uit 1911

### Selectie
- Assebroek, Baron Ruzettelaan 55 (ID 76901)
- Assebroek, Baron Ruzettelaan 103-107, 'Villa des Violettes', 'Villa des Roses' en 'Villa des Iris' (BE PAWV A/K./1146, ID 76905)
- Assebroek, Baron Ruzettelaan 111, 'Villa Josephine' (BE PAWV A/K./1184, ID 76906)
- Assebroek, Baron Ruzettelaan 131-133 (BE PAWV A/K./1139, ID 76909 - 76910)
- Assebroek, Generaal Lemanlaan 190 (ID 77090)
- Assebroek, Generaal Lemanlaan 192 (ID 77091)
- Assebroek, Generaal Lemanlaan 194 (ID 77092)
- Assebroek, Generaal Lemanlaan 196, 'De Reiger' (ID 77093)
- Assebroek, Pastoor Verhaegheplein 11, pastorie (ID 77149)
- Assebroek, Sint-Katarinastraat, school (BE PAWV A/K./1155, ID 77176)
- Brugge, Cordoeaniersstraat 11 (BE PAWV A/K./1142)
- Brugge, Filips de Goedelaan 3, 'Groene Distel' (ID 57512)
- Brugge, Filips de Goedelaan 6, 'Gulden Vlies' (ID 57514)
- Brugge, Filips de Goedelaan 7, 'Filips de Goede en Maria van Bourgondië' (ID 57515)
- Brugge, Filips de Goedelaan 8, 'De Wapens van Bourgondië' (ID 57516)
- Brugge, Gapaardstraat 8 (BE PAWV A/K./1161, ID 12004)
- Brugge, Groeninge 53 (BE PAWV A/K./1154, ID 81936)
- Brugge, Guido Gezellelaan 36 (BE PAWV A/K./1192, ID 82466)
- Brugge, Guido Gezellelaan 38 (BE PAWV A/K./1163, ID 82468)
- Brugge, Koningin Elisabethlaan 36, 'Den Ghecroonden Hamere' (ID 82677)
- Brugge, Pandreitje 8 (BE PAWV A/K./1157 - 1158 - 1159 - 1160, ID 82112)
- Brugge, Predikherenrei 22-23, 'De Walvisch' (BE PAWV A/K./1193)
- Brugge, Sint-Jakobsstraat 26, 'Het Wielken' (BE PAWV A/K./1135, ID 29668)
- Brugge, Steenkaai 42, Kasteel Ruddershove (ID 57879)
- Brugge, Walplein 38-39, 'De Drie Leeuwen' (BE PAWV A/K./1141, ID 82231 - 82232)
- Brugge, Wijnenburgstraat 7 (BE PAWV A/K./1174, ID 57891)
- Maastricht, Ambachtsschool, Sint Maartenslaan (samen met H.G. Burgers)
- Maldegem, Noordstraat 103 (BE PAWV A/K./1137, ID 50664)
- Ruddervoorde, Kortrijksestraat 493, 'Kasteel Sint-Hubert' (ID 88198)
- Sint-Andries, Doornstraat 215, kasteel 'Het Foreyst' of 'Les Cèdres' (ID 74847)[6]

### Kasteel Ruddershove en Ambachtsschool Maastricht
Twee belangrijke realisaties van Charels kwamen pas aan het eind van zijn leven tot stand. Het betrof betrof het kasteel Ruddershove in Sint-Pieters en de Ambachtsschool in Maastricht.
Het kasteel Ruddershove ligt aan de Steenkaai in Sint-Pieters bij Brugge. In 1904 werd een deel van het kasteel aan de noordwestzijde afgebroken. De verbouwingswerken werden toevertrouwd aan architect Charels, die in 1911 een nieuw volume ontwierp. De bestaande gevels werden gerestaureerd en verfraaid en het kasteel kreeg zijn historiserend aanzicht, dat tot heden bewaard is gebleven.
In hetzelfde jaar 1911 begon de bouw van de Ambachtsschool aan de Sint Maartenslaan in de Maastrichte wijk Sint Maartenspoort. Bij dit project werkte Charels samen met H.G. Burgers, de eerste directeur van de school. Samen ontwierpen ze een indrukwekkend bouwwerk in de stijl van de Hollandse renaissance, naar het voorbeeld van de Vlaamse bouwmeester Lieven de Key.

## Familie

### Louis François Charels
Louis François Charels (Sint-Michiels, 25 augustus 1913 - Assebroek, 23 juli 1949) was de tweede zoon van Théophile Charels (broer van Louis Ernest) en Claire Fouquerau. Hij heeft zijn oom nooit gekend, maar kon wel beschikken over zijn plannen en documentatie.
Na zijn middelbare studies aan het Brugse Sint-Lodewijkscollege (retorica 1932), volgde hij van 1933 tot 1937 een opleiding tot architect en landmeter aan het Institut Supérieur d’Architecture Saint-Luc in Doornik.

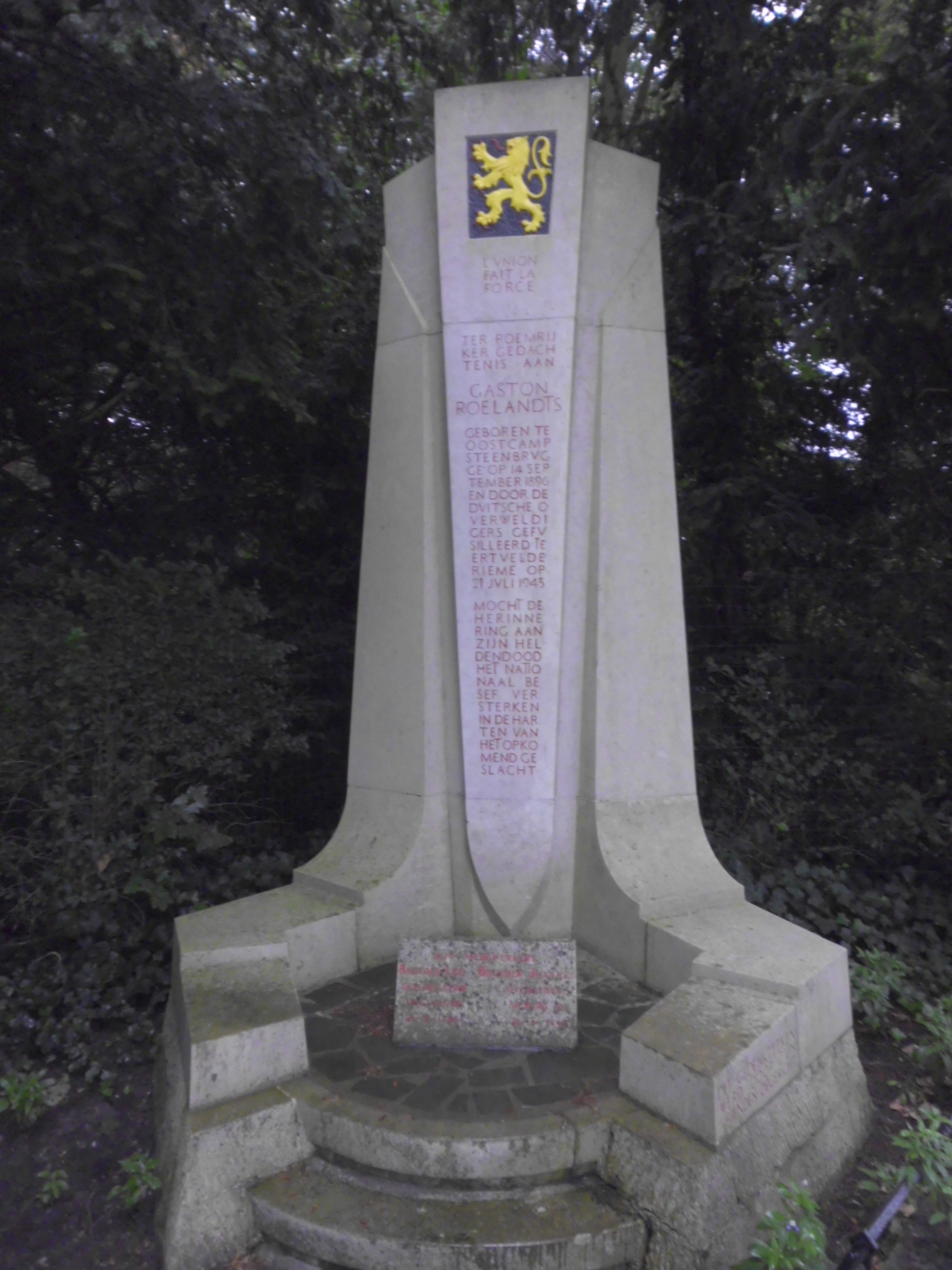
Gedenksteen voor de verzetsstrijder Gaston Roelandts (geboren te Oostkamp-Steenbrugge 14 september 1896, gefusilleerd te Ertvelde-Rieme 21 juli 1943) op het einde van de Baron Ruzettelaan te Steenbrugge, ontworpen door Louis François Charels.

Hij kreeg zijn eerste opdrachten vanaf 1938, onder meer van de Assebroekse brouwersfamilie Wante, voor wie zijn oom Louis Ernest ontwerpen had gemaakt. Zijn legerdienst, het uitbreken van de Tweede Wereldoorlog en enkele maanden krijgsgevangenschap onderbraken zijn loopbaan. 
Tijdens de oorlog (1942-1943) trad hij in Noord-Frankrijk op als schatter van onroerend goed, wellicht voor verzekeringsmaatschappijen. Na de oorlog werd op hem een beroep gedaan voor het schatten en herstellen van oorlogsschade. Zijn eerste grote opdracht was de bouw van 27 sociale woningen te Assebroek in het kader van de Wet De Taeye (BE PAWV A/K./1342). De nieuwe straat werd 'Zandtiende' genoemd.
Tijdens de oorlog was zijn vriend Gaston Roelandts gefusilleerd wegens zijn activiteiten in het verzet. Charels ontwierp de gedenkzuil(BE PAWV A/K./1302 - 1303 - 1304, ID 76945), die opgericht werd op het einde van de Baron Ruzettelaan, tegenover het kasteel van de familie Roelandts.
Een ander ontwerp van hem is het huis 'De Lelie', Gentpoortstraat 11 (BE PAWV A/K./1337, ID 81909).

### Jean Hamel
Jean Hamel (Rouen, 10 oktober 1912 - overleden in Frankrijk, vóór april 2000) volgde architectuurstudies aan het Institut Supérieur d’Architecture Saint-Luc in Doornik. Hij trouwde in Assebroek op 23 juli 1947 met Raymonde Charels (1915-2000), dochter van Théophile, de oudere broer van Louis Ernest Charels. Het paar woonde eerst in Frankrijk, maar in 1949 nam hij het architectenbureau over van Louis François.
In het archief zijn tientallen plannen van Hamel bewaard uit de periode 1949-1955, vooral voor nieuwbouwwoningen in de randgemeenten van Brugge.
Later keerde het paar terug naar Frankrijk, maar behield de woning langs de Baron Ruzettelaan 133 te Assebroek. Zij overleden kinderloos en hun woning kwam na een lange periode van leegstand toe aan de Belgische staat.

## Grafmonument
Het grafmonument van de familie Charles - De Cock is bewaard op het kerkhof van Ver-Assebroek (vak B21). Volgens de gegevens van de Centrale Begraafplaats van Brugge werden er zeven familieleden begraven : Louis Ernest als eerste. Er mag dus aangenomen worden dat de foto op het monument Louis Ernest afbeeldt. 

## Archief
Toen het huis verkocht werd bleek dat de inboedel (meubilair, archieven) sedert het eind van de jaren 1950 onaangeroerd gebleven was. Het archief werd ondergebracht, enerzijds bij de Provinciale Archiefdienst West-Vlaanderen in Sint-Andries onder de benaming Architectenbureau Charels, Charels en Hamel, en anderzijds bij de bibliotheek van het "Centrum Vlaamse Architectuurarchieven" (CVAa) te Antwerpen.

### Ruddershove
- Maurits COORNAERT, De topografie, de geschiedenis en de toponimie van St.-Pieters-op-de-Dijk tot 1899, Brugge, 1972.
- Emmanuel COPPIETERS DE TER ZALE & Charles VAN RENYNGHE DE VOXVRIE, Histoire professionnelle et sociale de la famille Coppieters, Vol. II, Tablettes des Flandres, Brugge, 1968.
- Stefanie GILTÉ e.a., Bouwen door de eeuwen heen in Vlaanderen. Inventaris van het bouwkundig erfgoed. Gemeente Brugge, deelgemeenten Koolkerke, Sint-Jozef en Sint-Pieters, Brussel, 2005.